# 孛来
孛来（15世纪—1465年），一譯博賚，出身喀喇沁部，15世紀蒙古本部的部族長。瓦剌的也先死后，他统御东部蒙古諸部落，也自称「太師淮王」。
1452年，蒙古可汗脱脱不花、阿噶巴尔济兄弟败亡後，他受萨穆尔公主派遣，将阿噶巴尔济的孙子、哈剌苦出的儿子孛罗忽救出瓦剌，送到兀良哈部呼图克图少师之处抚养。1454年，攻杀瓦剌的阿剌知院，立脱脱不花的幼子马儿古儿吉思为可汗，自称太师。西攻瓦剌，东挟兀良哈三卫。他和明朝通贡互市，也多次率兵袭击明朝边境。1465年，蒙古内乱，他杀死马儿古儿吉思，不久（一說1466年）他又被毛里孩杀死。